# Nicking Enzyme Amplification Reaction
Die Nicking Enzyme Amplification Reaction (deutsch ‚Einzelstrangbruchsenzym-Amplifikationsreaktion‘, NEAR) ist eine biochemische Methode zur Vervielfältigung (Amplifikation) von DNA. Sie ist eine Variante der isothermalen DNA-Amplifikation.

## Prinzip
Die nicking enzyme amplification reaction verwendet eine DNA-Polymerase mit DNA-Doppelstrang-trennenden Eigenschaften bei gleichbleibender Temperatur (isothermal), die während der Synthese eines zweiten DNA-Strangs den vorliegenden Doppelstrang auftrennt und den bestehenden zweiten Strang verdrängt. Weiterhin wird eine Endonuklease wie Nt.BstNBI (ein nicking enzyme) zur Erzeugung von Einzelstrangbrüchen in doppelsträngiger DNA verwendet.
Alternative Methoden zur Amplifikation von DNA sind z. B. die Polymerasekettenreaktion, die multidisplacement amplification, die isothermal assembly, die loop-mediated isothermal amplification (LAMP), nucleic acid sequence-based amplification (NASBA), die helicase-dependent amplification (HDA), die recombinase polymerase amplification, die rolling circle replication (RCA). Weitere Nachweisverfahren sind z. B. die nicking endonuclease signal amplification (NESA) und nicking endonuclease assisted nanoparticle activation (NENNA), exonuclease-aided target recycling, junction or Y-probes, split DNAZyme und deoxyribozyme amplification (die beiden letzteren benutzen DNAzyme alias Desoxyribozyme), nicht-kovalente DNA-Katalysen und die hybridization chain reaction (HCR).

## Anwendungen
NEAR wird zur Amplifikation von DNA verwendet, darunter auch markierte Oligonukleotide.